# Whin Sill
Le Whin Sill est un sill situé au Royaume-Uni, dans le nord de l'Angleterre. Il forme un escarpement plus ou moins prononcé dans le paysage. En certains endroits, les hauteurs sont utilisées comme positions stratégiques défensives : les châteaux de Bamburgh, Dunstanburgh, Lindisfarne ou encore le mur d'Hadrien. En d'autres, des vallons et gorges ont entaillé la couche de roche : High Force, Low Force, High Cup Gill, etc.

## Géologie
Le Whin Sill est formé de dolérite mis en place sous la forme d'un sill majoritairement concordant avec les terrains encaissants au cours de l'orogenèse varisque au Paléozoïque. Son épaisseur maximale est de 70 mètres dans les North Pennines. Les différentes périodes d'érosion comme les glaciations lui ont donné son aspect actuel.

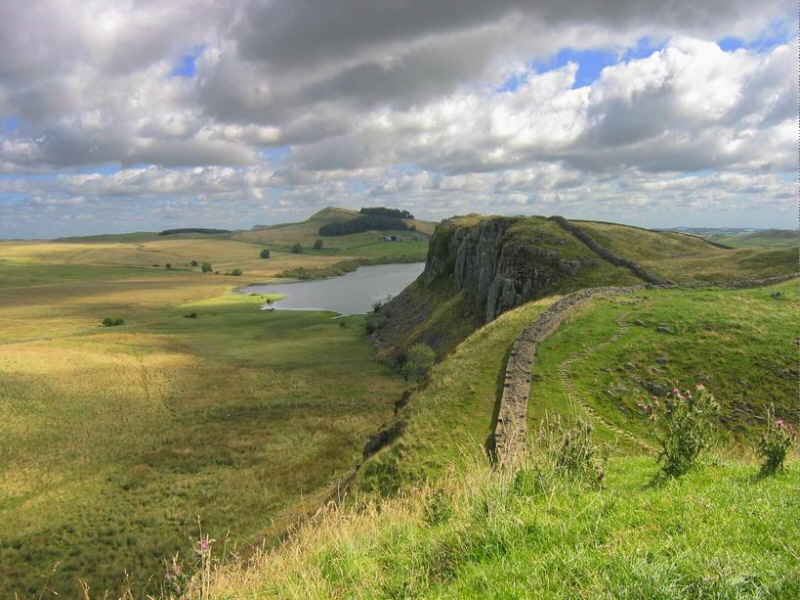
Le Whin Sill parcouru par le mur d'Hadrien à Crag Lough.